# 김시향
김시향(1982년 9월 6일 ~ )은 대한민국의 부산광역시 출신 플로리스트이자 전직 방송인·레이싱모델이다.

## 개요
2003년 부산 모터쇼에서 레이싱모델로 데뷔하였으며, 2007년까지 레이싱모델 및 대형 행사의 컴패니언 모델로 활발하게 활동하였다. 도도한 인상과 건강미 넘치는 외모로 인해 레이싱모델을 다루는 DC인사이드 레이싱모델 갤러리와 같은 인터넷 커뮤니티들에서 많은 팬들을 거느렸다.
2007년 2월 케이블TV tvN의 《tvNGELS 시즌2》에 출연하며 연예계 데뷔를 준비하다가 2008년 2월 케이블TV 코미디TV의 《애완남 키우기-나는 펫 시즌3》에 주인공으로 출연하면서 레이싱모델에서 은퇴하고 방송인으로 데뷔하였다. 레이싱모델 시절의 인기에 더해 《애완남 키우기-나는 펫 시즌3》에서 보여준 도도하면서도 순수한 모습으로 인기가 높아져 여러 지상파 및 케이블TV 프로그램에 출연했다.
2009년 1월 12일에는 진정한 연기자가 되기 위한 연기 공부를 위해 방송 활동을 당분간 모두 중단할 것임을 발표하였다. 2009년 4월에 다시 방송 활동을 재개했으나 큰 실적을 기록하지 못하고 은퇴했다. 2018년 10월 6일에 헤어숍 원장으로 근무하던 헤어 디자이너와 결혼했다. 현재는 서울특별시 강남구 언주로148길 14(논현동 98-12)에 위치한 꽃집인 플라워바이시향을 운영하고 있다.

## 경력

### 에이빙모델 경력
- 서울 모터쇼 모델
- 대전국제드림카페스티벌 모델 외 다수

### 레이싱모델 경력
- 코마 그랑프리 대회 라운드걸
- 대구 국제바이크모터쇼 모델

## 출연작

### 방송
2007년
- 《tvNGELS 시즌2》 (tvN)

2008년
- 《애완남 키우기 나는 펫 시즌3》(코미디TV)
- 《도시괴담 데자뷰 3 - 1화 가짜 남편》(superaction)
- 《은밀한 유혹 불법과외》 (ETN)
- 《섹션TV 연예통신》 (MBC 지상파)
- 《환상기담》 (MBC 에브리원)
- 《김시향의 놈놈놈》 (코미디TV)
- 《식신원정대》 (MBC 드라마넷)
- 《황신혜의 더 퀸》 (tvN)
- 《해피 선데이 - 꼬꼬관광 싱글♥싱글》 (KBS2 지상파)
- 《김시향의 클럽오디션》 (온게임넷)
- 《변정수의 올리브쇼 시즌 2》 (올리브TV)

2009년
- 드라마 《파트너》 (KBS2) - 김세미 역
- 드라마 《스타일》 (SBS)
- 드라마 《다 줄거야》 (KBS2)

### 영화
- 《울학교 이티》 (2008년) : 상훈 여자친구 역

### 뮤직비디오
- 지누션 - 《전화번호》(2004년)
- 윤화재인 - 《늦은 사랑》 (2008년)

### 더빙 활동
- 해피선데이 - 《상품소개》(2008년)

### 광고
- 하이트진로 석수 (2008년)